# Análisis geométrico

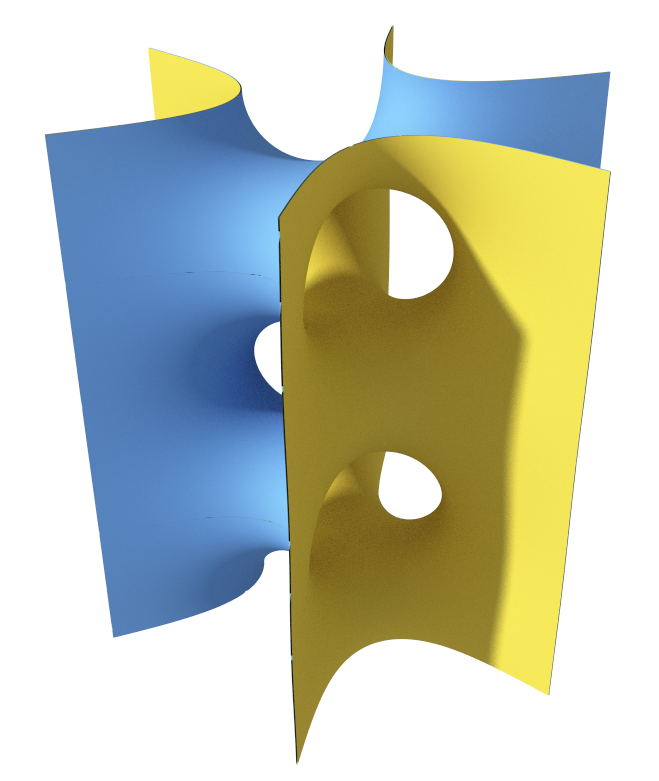
Torre de sillas de montar, una superficie mínima objeto de estudio del análisis geométrico

El análisis geométrico es una disciplina matemática en la que se utilizan las herramientas del cálculo diferencial, en especial las ecuaciones diferenciales parciales elípticas (EDPE), para establecer nuevos resultados en geometría diferencial y topología diferencial. El uso de ecuaciones lineales diferenciales parciales elípticas se remonta al menos a la teoría de Hodge. Más recientemente, se refiere en gran medida al uso de ecuaciones diferenciales parciales no lineales para estudiar propiedades geométricas y topológicas de espacios, como subvariedades del espacio euclídeo, variedades de Riemann y variedades simplécticas. Este enfoque se remonta al trabajo de Tibor Radó y Jesse Douglas sobre superficies mínimas; al de John Forbes Nash sobre encaje isométrico de variedades de Riemann en el espacio euclídeo; al trabajo de Louis Nirenberg sobre el problema de Minkowski y el problema de Weyl; y al trabajo de Aleksandr Danílovich Aleksándrov y Alekséi Pogorélov sobre hipersuperficies convexas. En la década de 1980, las contribuciones fundamentales de Karen Uhlenbeck, Clifford Taubes, Shing-Tung Yau, Richard Schoen y Richard Hamilton iniciaron una era particularmente productiva del análisis geométrico que se ha mantenido desde entonces. Un logro celebrado fue la solución de la hipótesis de Poincaré por parte de Grigori Perelmán, completando un programa iniciado y llevado a cabo en gran medida por Richard Hamilton.

## Alcance
El alcance del análisis geométrico incluye tanto el uso de métodos geométricos en el estudio de ecuaciones en derivadas parciales (cuando también se conoce como "EDP geométricas") como la aplicación de la teoría de ecuaciones diferenciales parciales a la geometría. Incorpora problemas que involucran curvas y superficies, o dominios con límites curvos, pero también el estudio de variedades de Riemann en dimensión arbitraria. El cálculo de variaciones a veces se considera parte del análisis geométrico, porque las ecuaciones diferenciales que surgen de los principios variacionales tienen un fuerte contenido geométrico. El análisis geométrico también incluye el análisis global, que se refiere al estudio de las ecuaciones diferenciales en variedades y la relación entre las ecuaciones diferenciales y la topología.
La siguiente es una lista parcial de los temas principales dentro del análisis geométrico:
- Teoría de calibres
- Aplicación armónica
- Métrica de Kähler-Einstein
- Flujo de curvatura promedio
- Superficie minimal
- Conjetura de masa positiva
- Curva pseudoholomórfica
- Flujo de Ricci
- Conjetura de Yamabe
- Ecuaciones de Yang-Mills

## Lectura adicional
- Schoen, Richard; Yau, Shing Tung (2010). Lectures on Differential Geometry. International Press of Boston. ISBN 978-1-571-46198-8.
- Andrews, Ben (2010). The Ricci Flow in Riemannian Geometry: A Complete Proof of the Differentiable 1/4-Pinching Sphere Theorem (1st edición). Springer. ISBN 978-3-642-16285-5.
- Jost, Jürgen (2005). Riemannian geometry and Geometric Analysis (4th edición). Springer. ISBN 978-3-540-25907-7.
- Lee, Jeffrey M. (2009). Manifolds and Differential Geometry. American Mathematical Society. ISBN 978-0-8218-4815-9.
- Helgason, Sigurdur (2000). Groups and Geometric Analysis (Integral Geometry, Invariant Differential Operators and Spherical Functions) (2nd edición). American Mathematical Society. ISBN 978-0-8218-2673-7.
- Helgason, Sigurdur (2008). Geometric Analysis on Symmetric Spaces (2nd edición). American Mathematical Society. ISBN 978-0-8218-4530-1.

- Datos: Q5535474